# 二硒化钼
二硒化钼是一种无机化合物，化学式为MoSe
2。它的结构和MoS
2相似。这一类化合物被称作过渡金属二硫属化物，简称TMDCs，即过渡金属与元素周期表上第16族的元素形成的化合物。相比于MoS
2，MoSe
2展现出更好的导电性。

## 制备
二硒化钼可由单质的化合反应得到。